# Cintractia fischeri
Cintractia fischeri är en svampart som först beskrevs av Petter Adolf Karsten, och fick sitt nu gällande namn av Liro 1935. Cintractia fischeri ingår i släktet Cintractia och familjen Anthracoideaceae.   Inga underarter finns listade i Catalogue of Life.